# Ravne na Blokah
Ravne na Blokah este o localitate din comuna Bloke, Slovenia, cu o populație de 68 de locuitori.